# Volksbank Rhein-Wehra
Die Volksbank Rhein-Wehra eG war eine regionale Genossenschaftsbank in den Landkreisen Waldshut und Lörrach, Baden-Württemberg. 

## Geschichte
1867 erfolgte die Gründung der Gewerbebank Säckingen. 1938 war die Fusion mit der Volksbank Waldshut zur Volksbank Waldshut-Säckingen eGmbH. 1950 war die Gründung der Volksbank Säckingen eGmbH. 1971	erfolgte der Zusammenschluss mit der Volksbank Wehr zur Volksbank Rhein-Wehra. 2000 kam es zu einer Fusion mit der Raiffeisenbank Dogern-Laufenburg und der Hotzenwaldbank eG.
Im Jahr 2024 fusionierten die Volksbank (Offenburg und Villingen-Schwenningen) und die Volksbank Rhein-Wehra.

## Organisationsstruktur
Die Volksbank Rhein-Wehra eG war eine Genossenschaftsbank. Rechtsgrundlagen waren das Genossenschaftsgesetz und die durch die Vertreterversammlung erlassene Satzung. Organe der Bank waren der Vorstand, der Aufsichtsrat und die Vertreterversammlung.

## Geschäftsgebiet

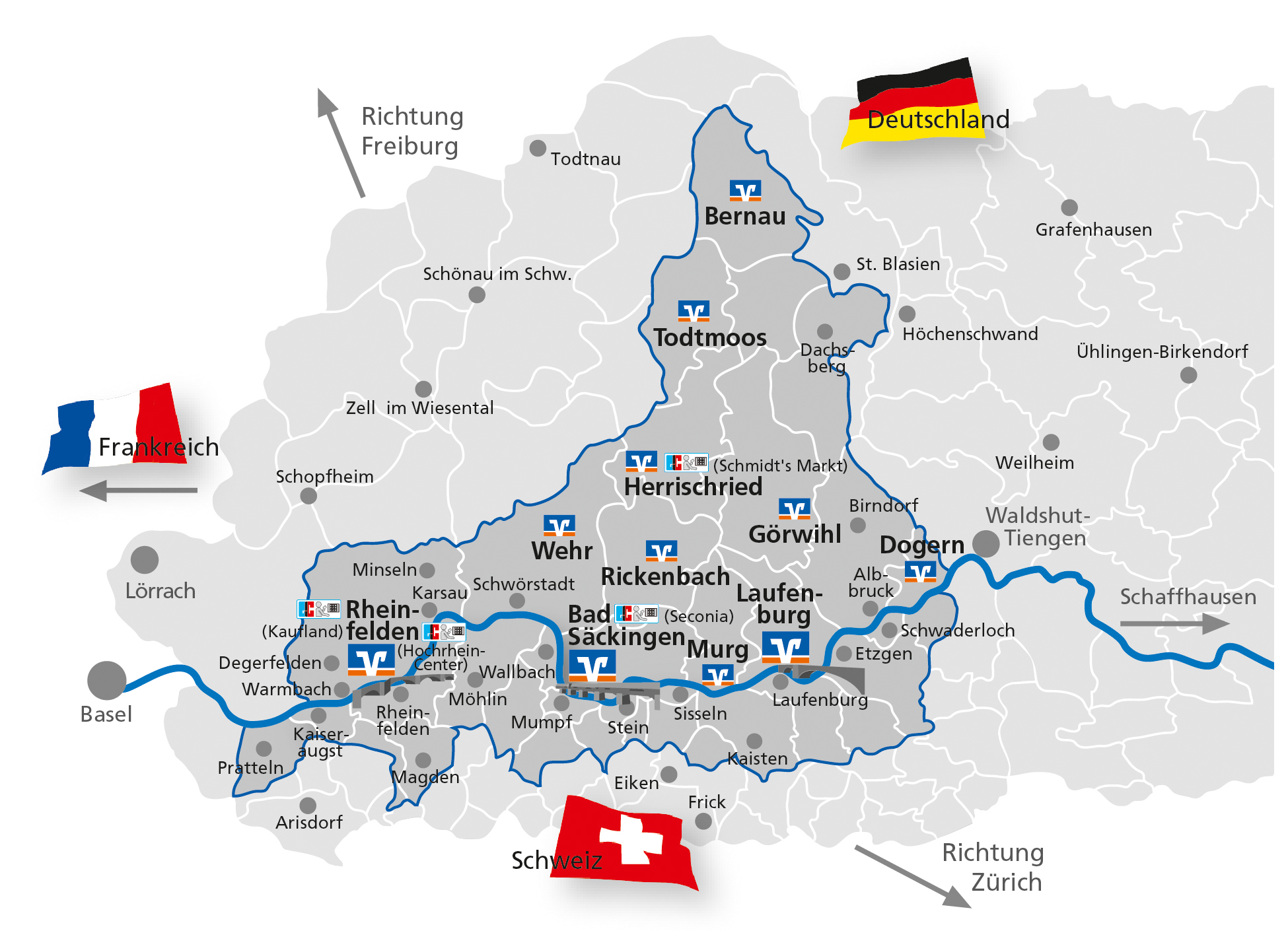
Geschäftsgebiet Volksbank Rhein-Wehra

Das Geschäftsgebiet erstreckte sich landkreisübergreifend von Rheinfelden (Baden) und den umliegenden Ortschaften entlang der Rheinschiene östlich bis Dogern und nördlich mit der Geschäftsstelle Bernau im Schwarzwald bis in den südlichen Schwarzwald.  

## Mitgliedschaft
Die Genossenschaftsbank betrieb die wirtschaftliche Förderung der Mitglieder. Als Mitglied bei der Volksbank Rhein-Wehra eG waren die Kunden mit einem oder mehreren Geschäftsanteilen beteiligt und konnten an demokratischen Entscheidungsprozessen mitwirken. Die Volksbank Rhein-Wehra eG hatte zum Jahresende 2022 14.482 Mitglieder.

## Volksbank Rhein-Wehra Stiftung
2013 gründete die Volksbank Rhein-Wehra die Volksbank-Stiftung mit einem Stiftungsvermögen von 300.000 Euro. Ziel der Stiftung ist die Förderung des Gemeinwohls, insbesondere im Hinblick auf Bildung und Erziehung, Kunst, Kultur sowie der Jugend- und Altenhilfe.